# SaberCats Stadium
Le SaberCats Stadium (anciennement Aveva Stadium) est un stade de rugby à XV de 4 000 places situé à Houston, au Texas. 

## Histoire
Le stade est inauguré en 2019. Il porte le nom de l'entreprise d'informatique Aveva à la suite d'un contrat de naming. Le stade a été financé à hauteur de 12 millions de dollars par les Sabercats de Houston et à hauteur de 3,2 millions par la municipalité de Houston. Il devient ainsi le deuxième stade spécifiquement destiné au rugby à XV aux États-Unis. Il est doté d'une capacité d'accueil de 4 000 places, dont 3 200 assises . Le complexe comprend 3 stades et un parking pour 1 100 véhicules. 

## Galerie

Logo jusqu'en 2022.
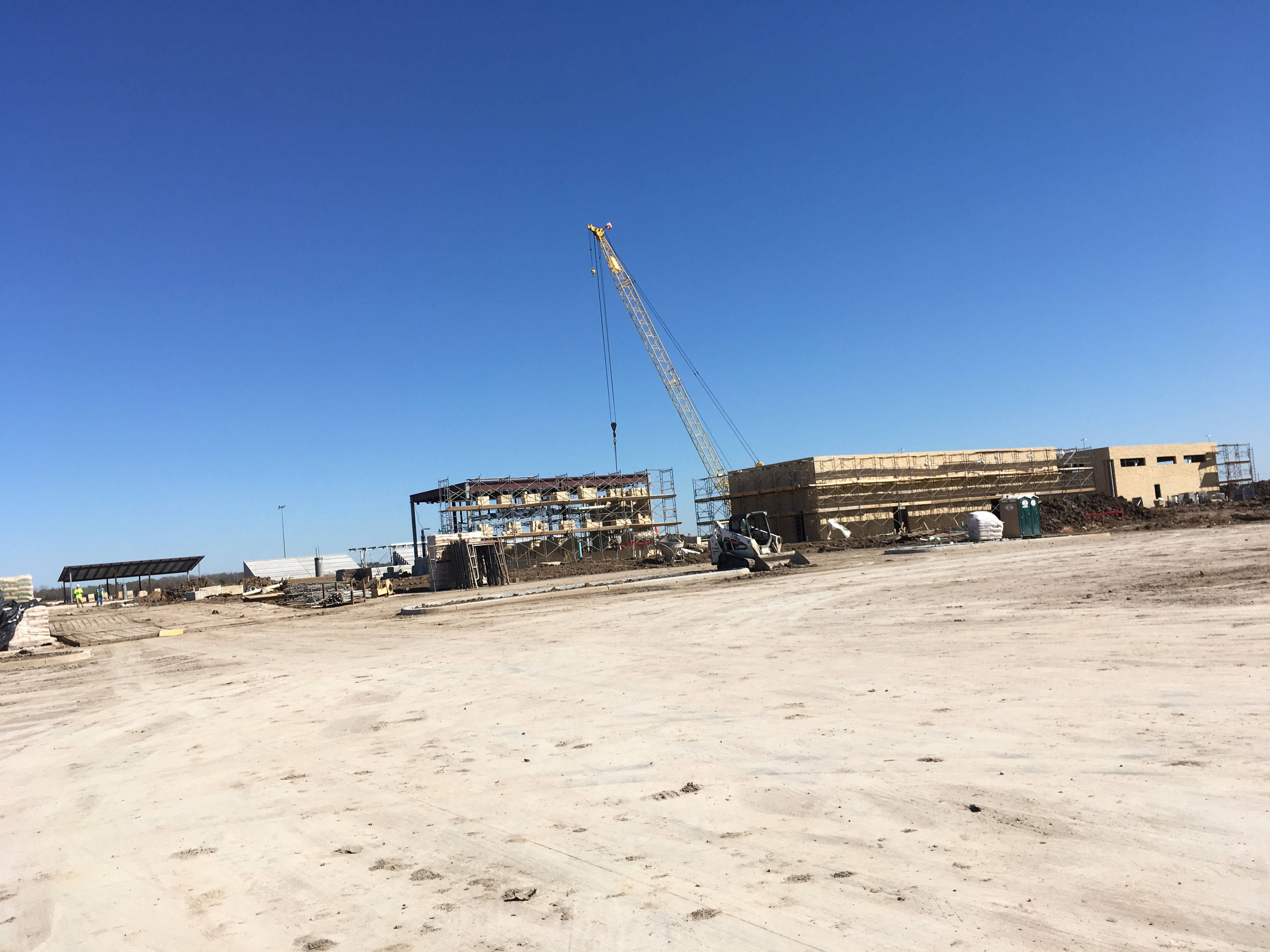
Chantier en février 2019.